# Antoine de Févin
Antoine de Févin (Arràs, 1470 - Blois, finals de 1511 o principis de 1512) va ser un compositor flamenc del Renaixement. Va estar actiu al mateix temps que Josquin Des Prés, i comparteix molts trets amb el seu més famós contemporani.
Hi moltes versions sobre la procedència d'aquest compositor, segons Glareanus, contemporani seu era originari d'Orleans, però alguns autors el suposen espanyol; ací hem seguit la versió francesa que lògicament per nacionalitat ha d'ésser la més ben documentada; quant a l'any de naixença, hi ha qui el fixa el 1481, i segons el manuscrit de dues misses, que es troba en la Biblioteca Ambrosiana de Milà, Févin morí abans de 1516. De tota manera pot donar-se per segur que va morir sent encara força jove.
Se li deuen sis misses; tres d'elles titulades Sancta Trinitas, Mente tota i Ave Maria, foren impreses per Petrucci el 1516. Aquest mateix any reedità Andrea Antico, en el seu Liber quindicim missarum, les dues últimes; una altra titulada De Feria, manuscrita, es conserven en la citada biblioteca de Milà, i en la del Vaticà les altres misses de Févin, Salve sancta parents, Oquan glorifica i de Rèquiem. Aquest músic va compondre d'altres obres de caràcter religiós, com ara motets, lamentacions, un Magnificat, etc., que es troben impresos o manuscrits en col·leccions existents en el Vaticà i en les biblioteques de Viena i de Múnic.
El seu motet Descende in hortum meum fou publicat en el volum V de l'Histoire de la musique d'Ambros. Quant a música profana només se li coneix a Févin una cançó francesa inserida en la col·lecció Bicinia gallica (1545). El fet que Gevaert atribueixi a Févin la nacionalitat espanyola és degut al fet que en la catedral de Toledo existeixen obres manuscrites d'aquest compositor, i de què d'altres musicòlegs espanyols el considerin com a compatriota.
Eslava, en la seva Lira sacro-hispana, publicà un Sanctus a 4 veus, un Benedictus a 3, un Agnus a 4 i un altre a 5, i, finalment, un motet a 6, tot això obra de Févin. Podria, no obstant, molt be ser, que sense haver nascut Févin a Espanya, hagués residit força temps en la península Ibèrica.